# 放射性武器
放射性武器指以非常规核爆炸杀伤方式，主要以核辐射作为杀伤手段的武器。该武器大致分为两种：
- 主要为脏弹（dirty bomb），它不是核武器，并不会产生核武器相同的爆发力，但制造难度低，常被渲染为恐怖分子所偏爱的武器。它使用常规炸药来散播放射性物质，最常见的为装填着放射性废料的炸弹，爆炸的时候将放射性元素散布到周围的地面或空气水源等地方，造成相当于核放射性尘埃的污染，导致灾难性的生态破坏。[1]
- 另一种是盐弹（英语：Salted bomb）（salted bomb），是一种假想的核武器，使用特殊设计，会使目標受到非常严重的核污染（放射性落下尘）。[2]

## 历史
放射性武器的历史可追溯到1943年曼哈顿计划詹姆斯·布莱恩特·科南特、哈羅德·尤里与阿瑟·康普顿交给陆军准将莱斯利·理查德·格罗夫斯的报告中和1940的科幻小说《Solution Unsatisfactory》中都有提及“直接使用放射性材料作为武器”的构思，该报告在1974年6月5日解密。尽管当时放射性武器在项目早期被视为原子弹的备份计划，但是在第二次世界大战期间美国没有选择放射性武器，一些美国的学者和参与该计划的科学家认为，当时放射性武器可能会判定为化学武器，从而违反国际法所以放弃继续研发。

## 用途
放射性武器与核武器不同，使用常规炸药炸散放射性物质的脏弹会导致较小的伤亡，污染区域限，而核武器通常会造成大量大面积的人员伤亡，放射性武器作用是通过散布放射性污染食物、空气或水源，达到杀伤或阻止敌人占领目标地区，放射性武器与化学武器的作用方式有很多相似之处，但它在某些方面会更有效。一般来说放射性武器被正规军队广泛认为是用处不大的，首先，这种武器的使用只是为了目标区域变得无法通过，因为放射性会充斥整个区域的环境中，连友军也无法待下去。此外，放射性武器通常不会是进攻方军队使用，它只会令军队慢速前进。